# Trevor Bolder
Trevor Bolder (ur. 9 czerwca 1950 w Kingston upon Hull, zm. 21 maja 2013 w Cottingham) – angielski gitarzysta basowy. Na początku lat 70. był stałym współpracownikiem Davida Bowiego, członkiem The Spiders from Mars.
W latach 1976–1981 grał w zespole Uriah Heep, w 1982 został zaproszony do grupy Wishbone Ash, ale już w 1985 powrócił do Uriah Heep, gdzie grał do śmierci. Zmarł na raka w wieku 62 lat.